# Kim Seung-hak
Kim Seung-hak (kor. 김승학 ;ur. 17 lutego 1993) – południowokoreański zapaśnik walczący w stylu klasycznym. Brązowy medalista mistrzostw świata w 2017. Dziewiąty na igrzyskach azjatyckich w 2018. Trzeci na mistrzostwach Azji w 2021 roku.
Absolwent Korea National Sport University w Seulu.